# Schutkolk

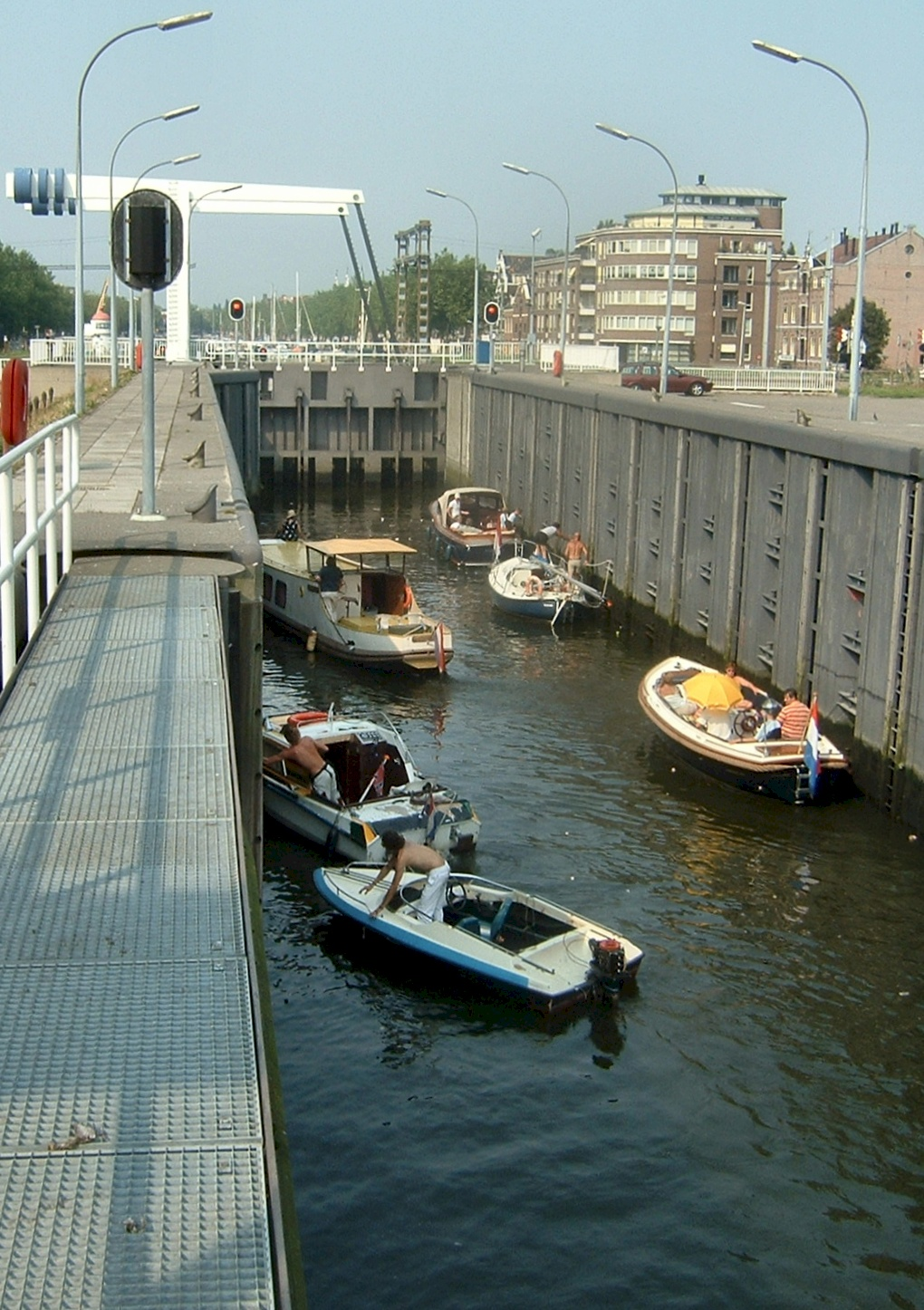
Schutkolk Delflandsluis in Vlaardingen

De schutkolk is de ruimte tussen de beide stellen sluisdeuren van een schutsluis.
De kolk kan meerdere vormen aannemen. De meest voorkomende vorm is een gladde sluis, waarbij het sluishoofd en de sluiswand precies in elkaars verlengde liggen, zoals op de foto hiernaast. Oudere niet vaak toegepaste vormen zijn:
- sluis met binnenfronten, de sluismond is smal en de kolk erachter is breder. De vorm van de kolk is rechthoekig. Dit was een bouwstijl uit het verleden toen de bouwtechniek van de sluismond en deuren nog niet zover gevorderd was. Voor de kom was dit bouwtechnisch een minder groot probleem. Door de smalle opening duurde het relatief lang voor alle schepen de sluis in- of uitgevaren waren. Dit type sluis komt tegenwoordig nog voor op secundaire vaarwegen.
- ketelsluis, lijkt op de sluis met binnenfronten maar heeft in tegenstelling tot dit type een ronde kom in plaats van een rechthoekige
- kamersluis, in de kolk kunnen twee schepen naast elkaar worden geschut. De schutdeuren liggen tegenover elkaar. De kolk is twee keer zo breed als de schutdeuren waardoor het eerste schip opzij moet gaan om af te kunnen meren. Het eerst invarende schip wordt pas als laatste geschut.
- Bajonetsluis, de schutdeuren liggen niet recht maar schuin tegen over elkaar. Er kunnen twee schepen naast elkaar worden geschut, het eerst invarende schip vaart ook als eerste uit de sluis.

De lengte en breedte van de schutkolk bepalen hoeveel schepen er kunnen worden geschut.
In Nederland werd voor de bouw veelal basalt gebruikt, maar door het toenemend motorvermogen van de schepen raakten deze basaltwanden sneller beschadigd.
De wanden van modernere sluizen zijn van gewapend beton, maar ze zijn er ook in gemetseld baksteen, of van aarden dijken, de zogenaamde 'groene sluis'.
Sommige sluizen worden daarom ook wel kolk genoemd, zoals de Nijveensterkolk tussen het Noord-Willemskanaal en het Paterswoldsemeer.